# IZZ
IZZ ist eine US-amerikanische Progressive-Rock-Band aus New York City.

## Band
Die Galgano-Brüder gründeten die Band Ende der 1990er Jahre und benannten sie nach dem Spitznamen des Baseballspielers Jason Isringhausen. Sie veröffentlichen etwa im Zweijahresrhythmus Studio- und Livealben, die oft dem Retro-Prog in der Tradition von Yes, Genesis, King Crimson, Gentle Giant und The Beatles zugeordnet werden. IZZ nehmen in ihren Stil jedoch Anklänge an verschiedenste Genres auf und nennen als Einflüsse z. B. auch Sergei Sergejewitsch Prokofjew, Thelonious Monk, Steely Dan, Dave Matthews, The Police, Stevie Wonder und Everything but the Girl. Charakteristisch für die Band sind der mehrstimmige Gesang und der Einsatz zweier Schlagzeuger.

## Diskografie
- 1999: Sliver of a Sun
- 2002: I Move
- 2004: Ampersand (Kompilation)
- 2005: My River Flows
- 2007: Live at NEARfest (Live)
- 2009: Places to Hide (Download-Single)
- 2009: The Darkened Room
- 2011: Red Rain (Download-Single)
- 2011: Live (Live-DVD)
- 2012: Crush of Night
- 2015: Everlasting Instant
- 2016: Ampersand Volume 2 (Kompilation)
- 2019: Don't Panic
- 2024: Collapse the Wave